# Penstemon centranthifolius
Penstemon centranthifolius là một loài thực vật có hoa trong họ Mã đề. Loài này được (Benth.) Benth. mô tả khoa học đầu tiên năm 1835.

## Hình ảnh

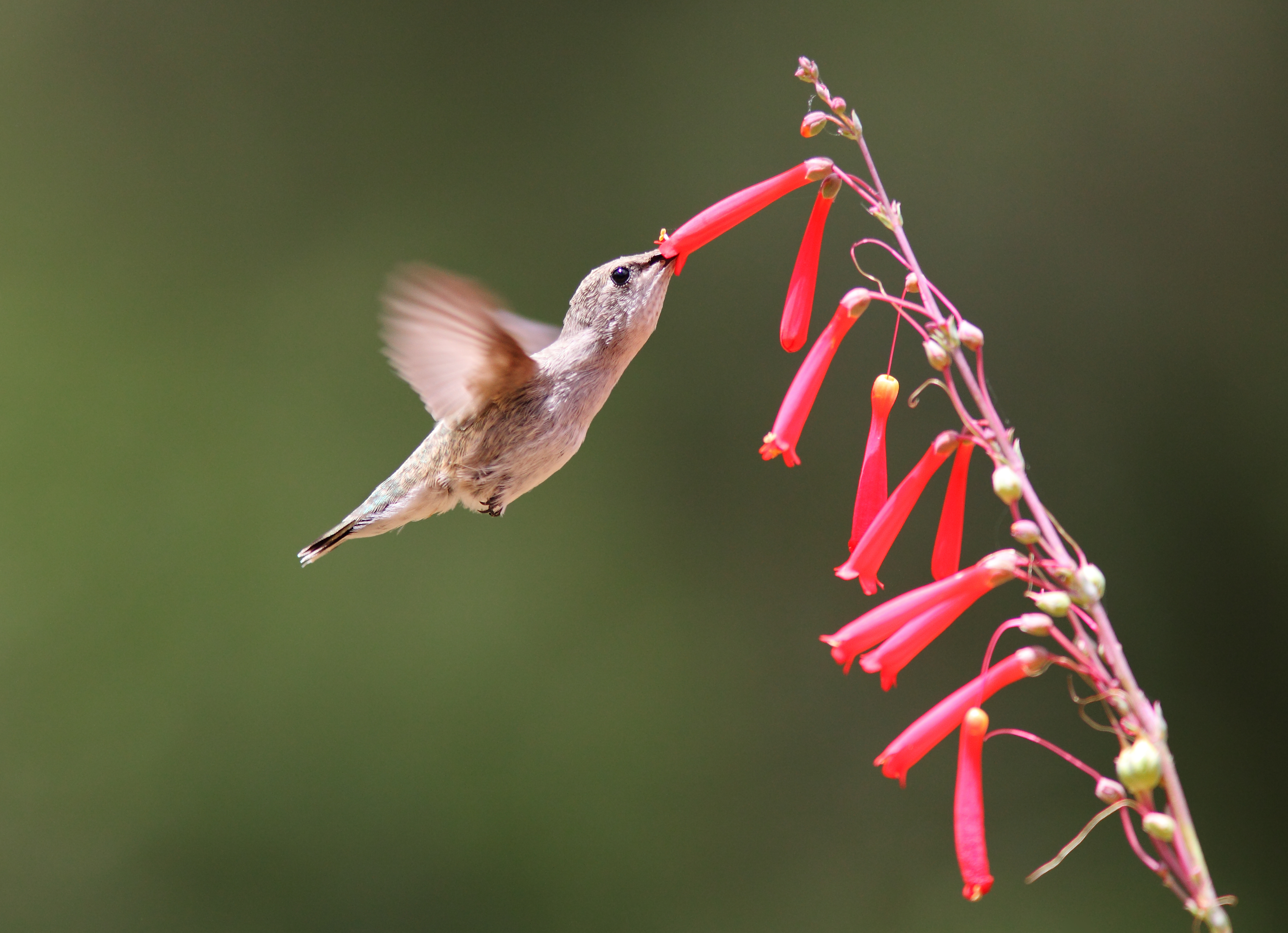
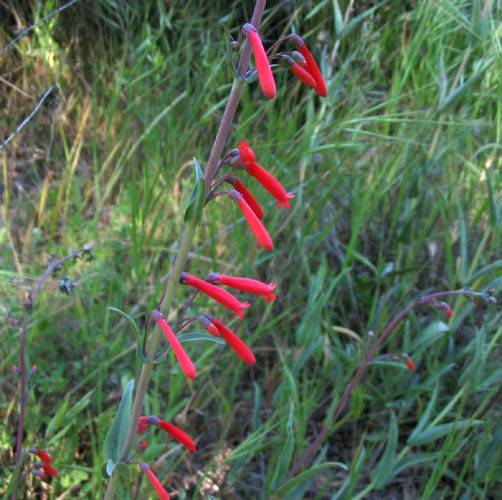
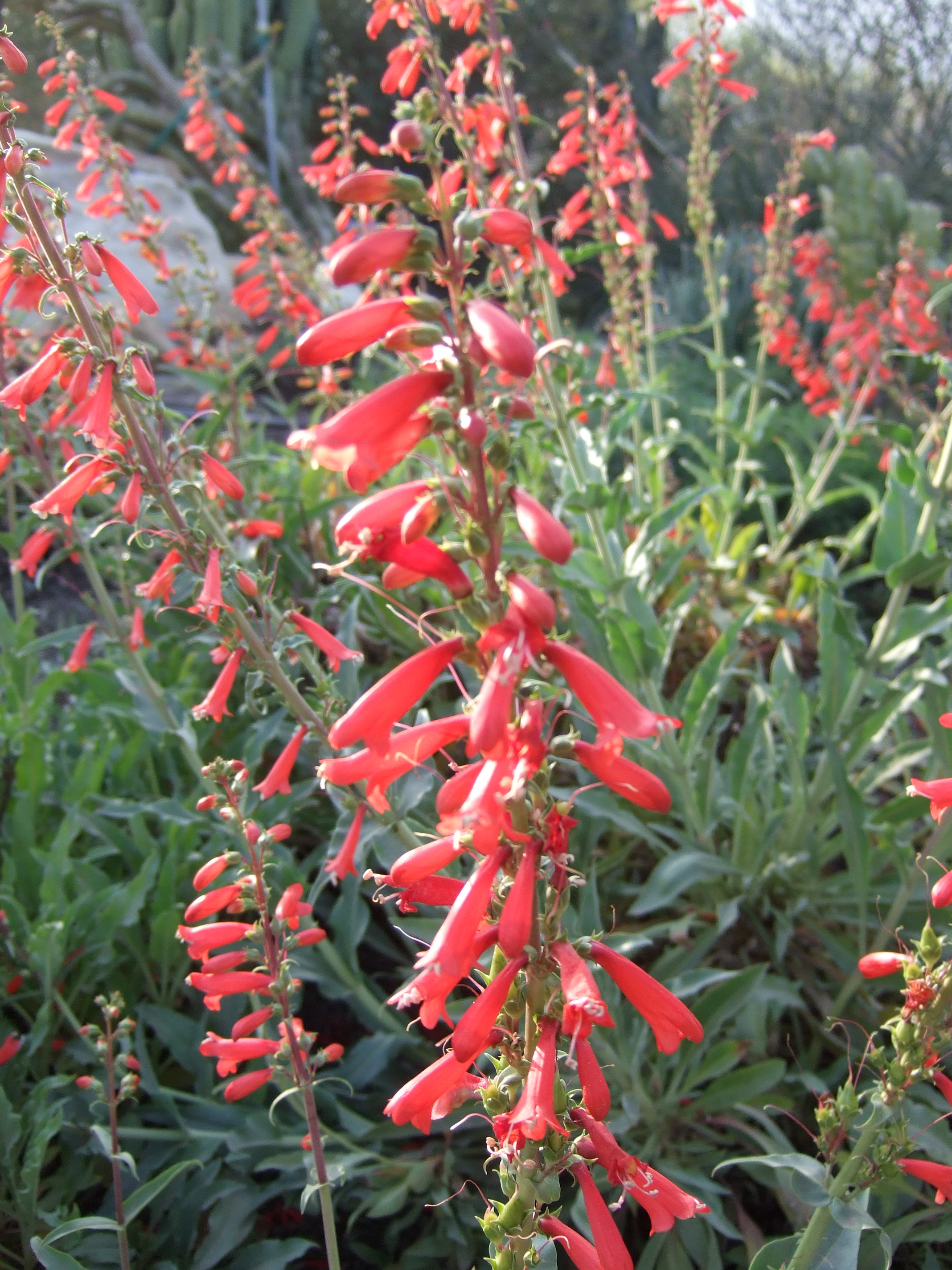